# جاي شرودر
جاي شرودر (بالإنجليزية: Jay Schroeder)‏ هو لاعب كرة قاعدة أمريكي، ولد في 28 يونيو 1961 في ميلواكي في الولايات المتحدة.

## وصلات خارجية
- جاي شرودر على موقع مرجع كرة القدم المحترفة.كوم (الإنجليزية)